# Cravate (code vestimentaire)
Pour l’article homonyme, voir Cravate.

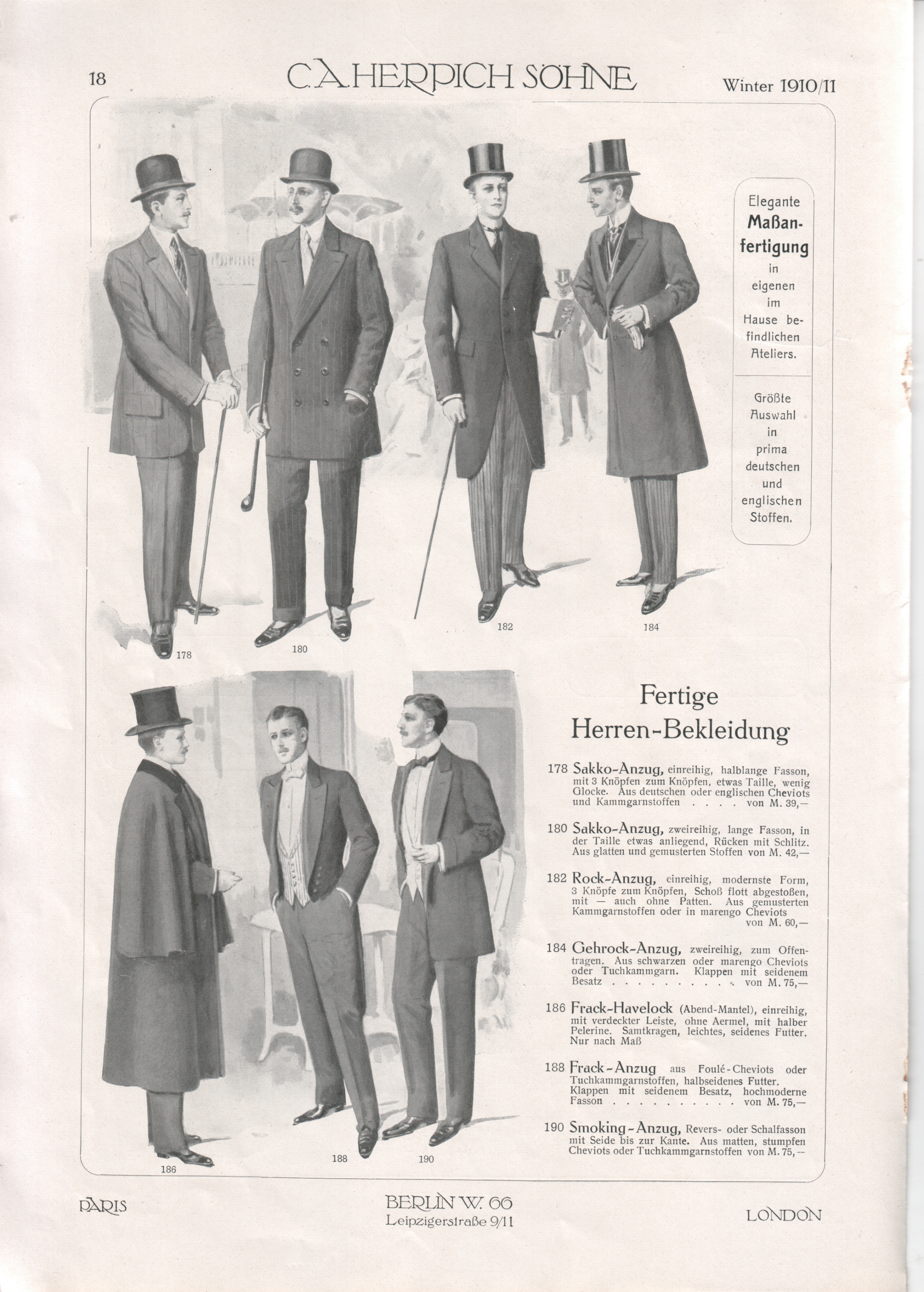
Mode masculine des années 1910 : costumes queues-de-pie, tailleur

Cravate blanche et cravate noire sont des codes vestimentaires employés, en particulier sur les cartons d'invitation, pour préciser quel est le type de tenue le plus adapté à l'évènement.

## Cravate blanche
Le code vestimentaire cravate blanche requiert le port de l'habit, avec queue-de-pie et nœud papillon blanc, par les hommes et de la robe longue par les femmes. Il est plus formel que le code cravate noire.

## Cravate noire
Par le code vestimentaire cravate noire, les hommes sont invités à porter ce qui est appelé internationalement un smoking (dinner jacket en Grande-Bretagne, tuxedo en Amérique du Nord) avec nœud papillon noir, et les femmes une robe du soir (longue ou courte) ou bien une jupe longue avec une blouse (le pantalon et le tailleur, à moins d’être particulièrement élégants, seraient à éviter).